# Sabogal
Pour les articles homonymes, voir Sabogal (homonymie).
Pour plus de détails, voir Fiche technique et Distribution.
Sabogal est un film d'animation colombien réalisé par Juan José Lozano et Sergio Mejía Forero en 2015. La même année, il est présenté au public lors du Festival international du film d'animation d'Annecy 2015 et au festival Filmar en America latina.

## Synopsis
Sabogal, avocat et défenseur des droits de l'homme, enquête sur des crimes contre l'humanité commis entre 1999 et 2005 par les forces paramilitaires et le Département de la sécurité (DAS) en Colombie.

## Réalisation
Cette production est créée initialement sous forme de série télévisée d'animation composée de 13 épisodes et produite par 3da2 Animation Studios pour Canal Capital, avec des fonds de l'Autorité nationale de télévision (ANTV). Elle est ensuite transformée par les deux réalisateurs en un film de 106 minutes. Le film mêle plusieurs genres d'animation tels que la 3D en capture de mouvement, la 2D colorisée en images déployées planche par planche et l'incrustation d'archives télévisuelles.